# Top 500 van de Zomer
De Top 500 van de Zomer is een hitlijst die sinds 2015 jaarlijks wordt uitgezonden op Qmusic. 

## Editie 2015
De eerste editie werd uitgezonden van maandag 20 tot en met vrijdag 24 juli 2015. Waka Waka (This Time for Africa) van Shakira werd door de luisteraars op de eerste plaats gestemd.

## Editie 2016
Dit is de top 50 van de Top 500 van de Zomer editie 2016, uitgezonden van maandag 1 tot en met vrijdag 5 augustus, gebaseerd op stemmen van luisteraars.
| Nr. | Uitvoerder                                  | Titel                                   |
| --- | ------------------------------------------- | --------------------------------------- |
| 1   | Enrique Iglesias & Wisin                    | Duele el Corazón                        |
| 2   | Shakira                                     | Waka Waka (This Time for Africa)        |
| 3   | Bryan Adams                                 | Summer of '69                           |
| 4   | Justin Timberlake                           | Can't Stop the Feeling!                 |
| 5   | Los del Río                                 | Macarena                                |
| 6   | Pharrell Williams                           | Happy                                   |
| 7   | The Underdog Project                        | Summer jam 2003                         |
| 8   | Major Lazer, DJ Snake en MØ                 | Lean On                                 |
| 9   | Ricky Martin                                | Maria (un, dos, tres)                   |
| 10  | Daft Punk                                   | Get Lucky                               |
| 11  | Deorro feat. Elvis Crespo                   | Bailar Bailar                           |
| 12  | Jennifer Lopez                              | Let's Get Loud                          |
| 13  | Imany                                       | Don't Be So Shy (Filatov & Karas Remix) |
| 14  | Michel Teló                                 | Ai se eu te pego!                       |
| 15  | Juanes                                      | La Camisa Negra                         |
| 16  | Bob Marley                                  | Sun is Shining                          |
| 17  | Avicii                                      | Wake me up                              |
| 18  | Nicky Jam & Enrique Iglesias                | El perdón                               |
| 19  | Sam Sparro                                  | Happiness                               |
| 20  | Manu Chao                                   | Me gustas tú                            |
| 21  | David Guetta & Kelly Rowland                | When Love Takes Over                    |
| 22  | Gusttavo Lima                               | Balada                                  |
| 23  | The Black Eyed Peas                         | I Gotta Feeling                         |
| 24  | Lost Frequencies feat. Sandro Cavazza       | Beautiful Life                          |
| 25  | Major Lazer                                 | Watch Out for This (Bumaye)             |
| 26  | Bob Sinclar                                 | Love Generation                         |
| 27  | Robin Thicke feat. Pharrell Williams & T.I. | Blurred Lines                           |
| 28  | Katrina & the Waves                         | Walking on sunshine                     |
| 29  | Sigma                                       | Nobody to Love                          |
| 30  | Robin S                                     | Show Me Love                            |
| 31  | Don Omar                                    | Danza Kuduro                            |
| 32  | Madonna                                     | Holiday                                 |
| 33  | Drake feat. Wizkid & Kyla                   | One Dance                               |
| 34  | Bellini                                     | Samba de Janeiro                        |
| 35  | Calvin Harris & Rihanna                     | This Is What You Came For               |
| 36  | Kaoma                                       | Lambada                                 |
| 37  | David Guetta & Zara Larsson                 | This One's for You                      |
| 38  | Beyoncé                                     | Crazy in Love                           |
| 39  | Paul Cless feat. Brixx                      | Suavemente                              |
| 40  | Maroon 5 & Christina Aguilera               | Moves like Jagger                       |
| 41  | Lady Gaga                                   | Alejandro                               |
| 42  | Calvin Harris                               | Summer                                  |
| 43  | Hanson                                      | MMMBop                                  |
| 44  | Pitbull                                     | I Know You Want Me (Calle Ocho)         |
| 45  | Kate Ryan                                   | Désenchantée                            |
| 46  | Rihanna                                     | Umbrella                                |
| 47  | OMI                                         | Cheerleader (Felix Jaehn remix)         |
| 48  | Los Lobos                                   | La Bamba                                |
| 49  | Stromae                                     | Alors on danse                          |
| 50  | Safri Duo                                   | Played-A-Live (The Bongo Song)          |